# Voznesenivka
Voznesenivka (în ucraineană Вознесенівка; până în 2016, Cervonopartîzansk, în ucraineană Червонопартизанськ) este un oraș regional în regiunea Luhansk, Ucraina.

## Demografie
Componența lingvistică a orașului Voznesenivka
     Rusă (76,67%)
     Ucraineană (22,63%)
     Alte limbi (0,41%)
Conform recensământului din 2001, majoritatea populației orașului Voznesenivka era vorbitoare de rusă (76,67%), existând în minoritate și vorbitori de ucraineană (22,63%).